# Bumerang
 Ovo je glavno značenje pojma Bumerang. Za druga značenja pogledajte Bumerang (razdvojba).
Bumerang (eng. Boomerang) vrsta drvenog bacačkog oružja namijenjenog lovu.  Bumerang je najpoznatiji po australskim urođenicima, Aboridžinima, koji su ga vjerojatno zbog svoje izoliranosti sačuvali do suvremenijih dana. Manje je poznato da bumerang datira još iz doba neolitika, odnosno prije nekih 5,000 godina pr. Kr., te da je bio poznat i u starom Egiptu, i kod Indijanaca Hopi iz Arizone. Kao ratnom oružju uloga mu je bila minorna.

## Razne namjene
Bumerang može imati različite oblike i veličine, ovisno o zemljopisnom ili plemenskom porijeklu, te o namjeni. Najpoznatiji je bumerang koji, ako je ispravno bačen, ostvaruje zaobljenu putanju pa se vraća na ishodište. Druge se vrste ovog oružja ne vraćaju, već se među Aboridžinima koriste za međusobnu borbu. Bumerang se može koristiti na razne načine: kao oružje, kao glazbeni instrument (udaraljka), kao svojevrsnu toljagu u borbama, za paljenje plamena, kao mamac u ribolovu, te kao igračku. Najmanji bumerang može biti kraći od 10 cm, a najveći može imati i više od 2 metra. Plemenski bumeranzi često su ukrašeni urezivanjem ili slikarijama. Većina bumeranga što ih se danas može vidjeti izrađeni su u turističke ili natjecateljske svrhe.

## Povijest
Oruđa slična bumerangu bila su u uporabi širom svijeta u lovu, rekreaciji i religijskim obredima. Porijeklo im nije sasvim jasno. Istraživanja su pokazala da su drevni stanovnici Europe koristili posebne sjekire koje su se bacale. U starom je Egiptu rabljena posebna vrsta štapa koji je faraonima služio za lov na ptice. Ipak, najpoznatija je domovina bumeranga Australija, gdje su Aboridžini stoljećima koristili, kako lovačke štapove, tako i bumerange. Naziv „bumerang” dolazi iz aboridžinskog plemena Tharawal, koje je živjelo južno od Sydneyja.

### Stari svijet i Egipat
Englez Howard Carter pronalazi u Egiptu razna oružja među kojima i bumerang. Bumerang se međutim u Egiptu koristio u svim periodima za lov na ptice močvarice. Na jednom papirusu postoji prikaz Tutankhamona kako stoji u čamcu s bumerangom u desnoj i pticama u lijevoj ruci. 
Najstariji prikazi bumeranga nalaze se na slikama sa stijena još od mlađeg paleolitika (5000-1800 pr. Kr.) i otada se konstantno koristi u pre-kršćanskoj Europi. U minojskom području (2000 pr. Kr.) simbol je položaja i dostojanstva vojnih vođa. U Grčkoj služi u lovu na zeca, a poznaju ga pod imenom "lagobolon". Rimljani ga također poznaju negdje od 500 pr. Kr., ali je tek u upotrebi kod ruralne populacije, a namjena mu je ista kao i kod Grka.
Sjevernije od Grka i Rimljana bumerang se također koristi u lovu na ptice kod Gota (100 godine). Njega su poznavali i Gali i Teutoni 100. godine, oblika zakrivljenog štapa, poznat je pod imenom cateia. Bio je od fleksibilnog materijala, nije mogao daleko letjeti, ali se uza sve to vraćao pošiljaocu.
Bumeranga nije nepoznat ni u još sjevernijim krajevima, pa ni na istoku. U sjevernoj Skandinaviji poznat je već negdje 5000 pr. Kr. Na Uralu ga nalazimo 2000. pr. Kr., kao i u pećinama Olazowa u Karpatima, Poljska. Računa se da je bumerang iz Olazowa star više od 18,000 godina. Ovdje je nesumnjivo bio veoma dugo u upotrebi. Kod Magdeburga u Njemačkoj pronađeni bumerang datira iz 800-400 pr. Kr.
U Africi je bumerang poznat od prije nekih 6000 godina pr. Kr. Širio se po svoj prilici od sjeveroistoka, Sudan, pa preko Kameruna, Gvineje, Nigera, Maroka pa na Kanarsko otočje, prema jugu nije moguće utvrditi. On se nakon uvođenja željeza (oko 600 pr. Kr.)morao pretvoriti u kasniji nož za bacanje. 

### Bliski Istok
Prema tezi J. E. J. Lenocha, moguća pradomovina bumeranga mogao bi biti Bliski istok a njegov razvijeniji oblik 'scimitar'-kriva sablja. Štap za bacanje odavde se prema Lenochu raširio Europom, Afrikom, Indijom. Ovo se nikako ne poklapa s datiranjem bumeranga iz Europe. Znamo da su najstarija naselja u aluvijalnim ravnicama Sumera pripadala kulturi Ubaid iz 5000 godina pr. Kr., nekako u vremenu kada Europa već ima bumerang. Ne smijemo zaboraviti ni pećinu Olazowu u Karpatima.

### Indija
Bumerang u Indiji javljao se na sjeveru, takozvani 'throwing wood', gdje se drvo za bacanje koristilo u lovu. Na jugu Indije bio je prisutan prije dolaska Engleza. Danas je kultni objekt koji se više ne proizvodi od drveta, nego od slonovače ili željeza.

### Amerika
Nekim čudnim putovima kulture bumerang jer došao i u Ameriku, ali i u središnju Javu, otok Celebes, Sumatru, Queensland, osim na krajnjem sjeveru i Tasmaniji. U Americi Indijanci poznaju 'drvo za bacanje' već 100. godine. Služi im za lov na zeca i patke. Poznat je primjerak bumeranga Hopi Indijanaca koji je nalik klasičnom bumerangu Aboriđina. Nazivan je puutskohu. Ovaj bumerang s američkoig Jugozapada, širio se dalje na jug u Meksiko gdje mu je glavna namjena, opet lov na zeca. I u današnjem Brazilu bumerang nije nepoznat indijanskim čarobnjacima. 

### Australija
Bumerang je svakako najpoznatiji po australskim urođenicima koji su ga zbog svoje izoliranosti uspjeli sačuvati, da bi ga ponovno mogli otkriti. Postoje teorije po kojima su Aboridžini Australiju naselili iz otočnih područja danas naseljenih narodima austronezijske jezične porodice. Ovo oružje bilo je prisutno u područjima Indonezije. Na jugu Celebesa koristilo se kao 'drvo za bacanje' da bi se tjerale ptice s rižinih polja, a bilo ga je i na središnjem Celebesu, Javi i Sumatri. Bumerang Aboridžinima služi za lov, u ratne svrhe nije se koristio. Na zapadu Australije domoroci su njime lovili ribe.

## Oblik
Povratni je bumerang propeler. Premda nije neophodno da ima tradicionalni izgled, obično je plosnat. Može imati dva ili više krilca spojena pod kutom, tako da za vrijeme leta omogućuju podizanje bumeranga. Većina bumeranga za brzo hvatanje imaju tri simetrična krilca, dok oni za bacanje na daljinu često imaju oblik sličan upitniku. Oni koji su izrađeni za natjecanje u dužini trajanja leta obično imaju jedno krilce prilično duže od drugog.
Veći bumeranzi koriste se u lovu, te padnu na zemlju nakon što udare lovinu. Manji se koriste u sportu, pa su i jedini koji se vraćaju bacaču. Zbog svoje brze vrtnje bumerang leti u kružnoj putanji, a ne u ravnoj.
Postoje različite discipline u kojima se mjeri preciznost povratka, kružna putanja, hvatanje, najduže vrijeme leta, brzina hvatanja, trajnost (što više uzastopnih bacanja u pet minuta). Suvremeni sportski bumerang izrađen je od šperploče ili punog drveta finske breze, ili pak od plastike ili miješanih materijala, a može imati različite oblike i boje. Većina sportskih bumeranga teži manje od 100 grama.

## Osnovne upute za bacanje
- Desnoruki bumerang kruži prema lijevo, a lijevoruki prema desno.
- I lijevoruki i desnoruki bumerang mogu se bacati iz bilo koje ruke, no smjer leta ne ovisi o bacaču, već o bumerangu.
- Potrebno je držati jedno krilce bumeranga gotovo okomito, tako da je drugo krilce okrenuto prema naprijed, a plosnata strana od bacača. Držeći vršak krilca između palca i još jednog ili dva prsta, bumerang se brzo baca prema naprijed tako što se više pozornosti daje okretanju nego snazi.
- Bumerang bi trebao jednostavno lebdjeti, načiniti luk i vratiti se u blizinu bacača. Idealno bi bilo da ga bacač jednostavno može uhvatiti na mjestu odakle je bačen.
- Bumerang se ne baca vodoravno, poput frizbija. Takvo bi bacanje moglo pri padu oštetiti bumerang ili bi bumerang pritom mogao napraviti štetu.

## Zanimljivosti
- Izraz „bumerang” ušao je u hrvatski jezik (kao i u mnoge druge jezike), a označava vraćanje, uzvraćanje. Obično se nalazi u izrazu: „To će mu se vratiti kao bumerang.”
- Iako je sportska uporaba bumeranga prilično razvijena u nekim krajevima svijeta, gotovo svi natjecatelji su amateri.
- 2004. i službeno je osnovana Međunarodna federacija bumeranških saveza.

## Vanjske poveznice
- Međunarodna federacija bumeranških saveza (IFBA) (na engleskom)
- Boomerangs